# بيت ابن أسعد (أرحب)

تعديل مصدري - تعديل

بيت ابن اسعد هي إحدى قرى عزلة بني على بمديرية أرحب التابعة لمحافظة صنعاء، بلغ تعداد سكانها 69 نسمة حسب تعداد اليمن لعام 2004.